# Farine
Pour les articles homonymes, voir Farine (homonymie).

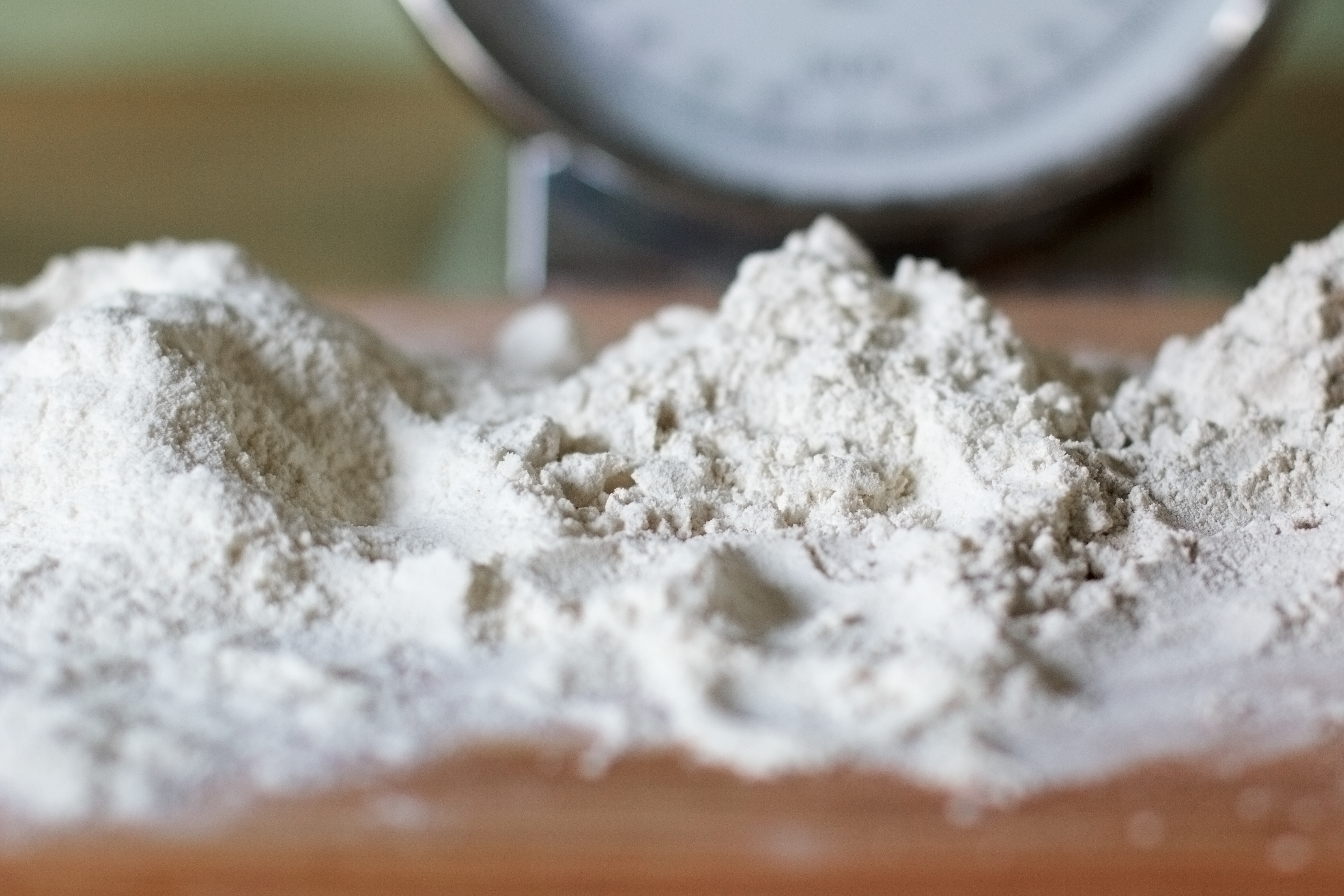
Différents types de farine.

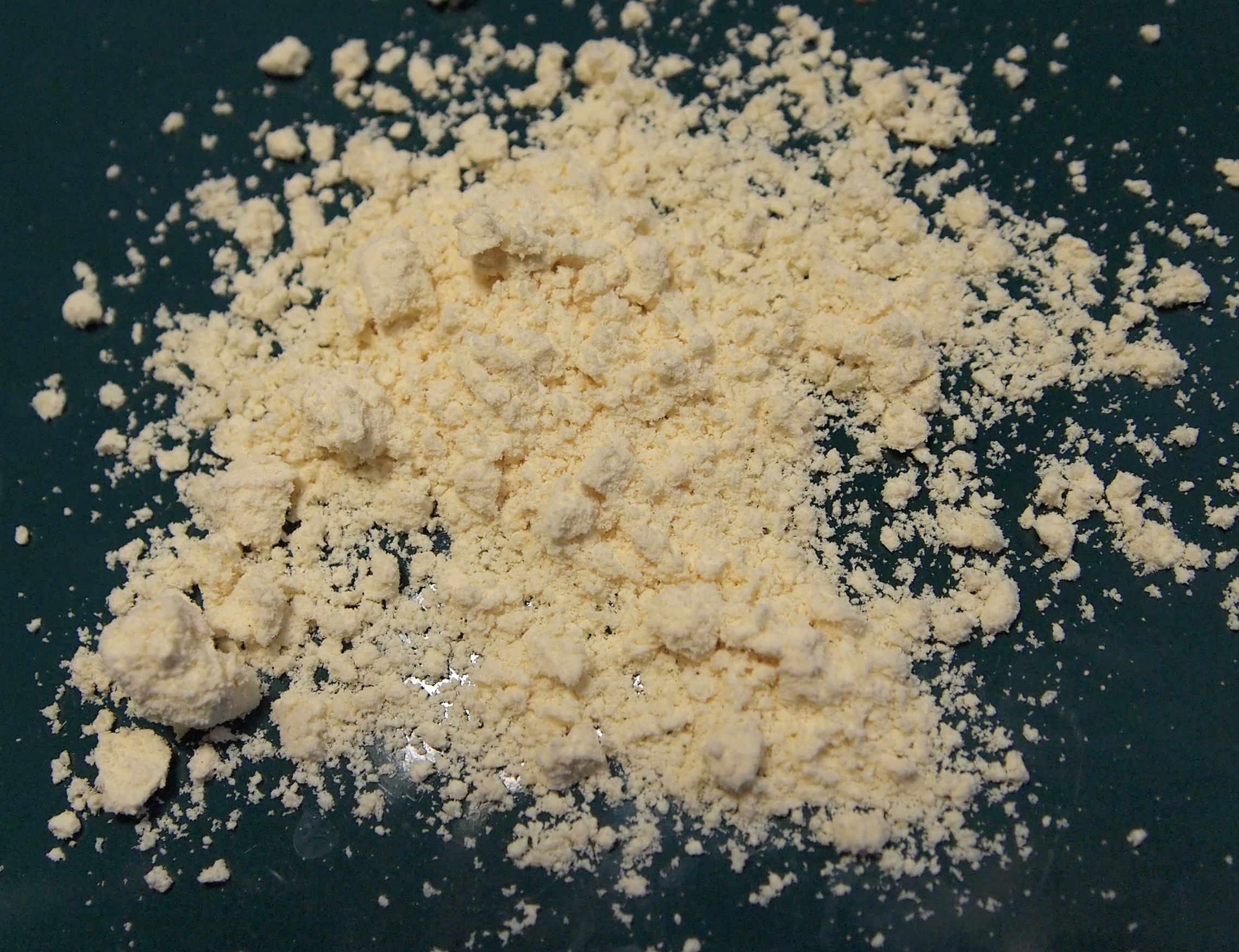
Kinako, farine de soja.

La farine est une poudre obtenue en broyant et en moulant des céréales ou d'autres produits agricoles alimentaires solides, souvent des graines. La farine issue de céréales contenant du gluten, comme le blé, est l'un des principaux éléments de l'alimentation de certains peuples du monde. D'autres peuples encore utilisent des céréales comme le maïs pour s'alimenter et faire de la farine, par exemple au Mexique. Elle est à l'origine de la fabrication des pains, des pâtes, des crêpes, des pâtisseries et de nombreux mets.
L'activité de transformation de la céréale en farine s'appelle la meunerie ou minoterie. Le meunier est le transformateur qui l'exerce. Le lieu où l'on moud le blé est le moulin.
Le grain de blé est constitué de trois parties : l'amande, le germe et l'enveloppe. Le germe est jeté ou mélangé à l'enveloppe pour constituer les gros sons et les sons fins, qui entrent dans la composition des pains au son ou complet. L'amande, cœur du grain de blé, est moulue pour obtenir la farine blanche. L'industrie de la meunerie y ajoute des additifs afin de modifier sa qualité. 
Autrefois, les farines étaient vieillies avant utilisation afin qu'elles s'oxydent, la maturation d'une farine la rendant plus blanche naturellement.

## Types de farines

### Farines alimentaires
- Farine de drêches
- Farine de pois chiche ou Besan
- Farine de froment
- Farines de blé tendre
  - Farine d'engrain ou de petit épeautre (une des très nombreuses variétés de blé tendre)
  - Farine d'épeautre (une des très nombreuses variétés de blé tendre)
  - Semoule de blé
  - Son de blé
  - Farine bise
  - Farine complète
- Farine de blé dur
  - Farine atta
- Farine de cannelle
- Farine de châtaigne
- Farine de cossettes d'igname
- Farine de fèves
- Farine fermentante
- Farine de gruau
- Farine de haricots
- Farine de lait
- Farine de lentilles
- Farine de lin
- Farine de kamut
- Farine de maïs
  - Farine de maïs bleue
- Farine de malt
- Farine de manioc
- Farine de matza
- Farine de chanvre
- Farine de tapioca
- Farine de patate douce
- Farine de teff
- Farine de noix
- Farine d'arachide
- Farine d'amarante
- Farine de millet
  - Soungouf
- Farine de noix de coco
- Farine de noisette
- Farine de pommes de terre
- Farine de quinoa
- Farine de riz
  - Son de riz
- Farine de sarrasin
- Farine de seigle
- Farine de soja
- Farine d'orge
- Farine d'urad
- Masa Harina
- Farine de lupin
- Farine d'amande
- Farine de chia
- Farine de souchet
- Farine d'avoine
- Farine de chanvre
- Farine d'orge
- Farine de fonio
- Farine de pépins de courge

### Farines de survie
La farine ne provient pas uniquement des céréales et des graines. On peut consommer par exemple des écorces comestibles ou des racines. Ces farines ne sont pas utilisées dans les pays du Nord ni vendues sur le marché.

### Autres farines
- Farine animale

- Farine de bois
- Farine de lin
- Farine de drêches

- Farine de poisson

#### Farines spéciales
- Farine grillée : il s'agit de farine qui a subi une grillade plus ou moins poussée.
- Farine de céréale grillée : à la différence de la farine grillée, les céréales sont d'abord grillées et ensuite moulues pour en faire une farine. Ce type de farine est connu sous le nom de gofio aux îles Canaries avec diverses variantes nominales dans les pays du monde hispanique[2], tsampa au Tibet et mãza (μᾶζα) en Grèce antique.
- Farine fumée : la farine subit un fumaison. Elle permet entre autres de donner ou de renforcer un goût fumé à ses préparations boulangères ou pâtissières[3].
- Farine de céréales germées ou maltées : aussi appelée farine de malt, les céréales subissent un processus de germination ou maltage. Elle est obtenue par mouture de grains germés[4]. Elle présente des avantages tels que le fait que le fer est mieux absorbé qu'avec les farines ordinaires.
- Farine fermentée : la farine subit un processus de fermentation. Parmi ses avantages une meilleure absorption du fer et une plus grande facilité à la digestion, la rendant plus saine[5].
- Farine de céréales fermentées : les céréales fermentées sont moulues.

## Classification française des farines
Les farines sont classées selon leur teneur en matières minérales (en son) exprimée en pourcentage, après cuisson à plus de 600 °C, par rapport à la masse de départ. On calcule ce qu'on nomme le « taux de cendre ». Plus la proportion de son est importante dans la farine, plus le numéro caractéristique du type de farine est élevé, moins la farine est blanche.
Pour le blé, la classification française est la suivante :
| Type | Teneur en minéraux | Dénomination courante en France                  |
| ---- | ------------------ | ------------------------------------------------ |
| T45  | moins de 0,50 %    | farine à pâtisserie ou fleur de farine           |
| T55  | de 0,50 % à 0,60 % | farine blanche                                   |
| T65  | de 0,62 % à 0,75 % | farine de tradition française                    |
| T70  | de 0,75 % à 0,80 % | farine de tradition québécoise, dite Reblochonne |
| T80  | de 0,75% à 0,90%   | farine bise ou semi-complète                     |
| T110 | de 1,00 % à 1,20 % | farine complète                                  |
| T150 | plus de 1,50 %     | farine intégrale                                 |

Pour le seigle, plus riche en minéraux que le blé, la classification française est la suivante :
| Type | Teneur en minéraux | Dénomination courante en France |
| ---- | ------------------ | ------------------------------- |
| T70  | de 0,60 % à 1,00 % | farine blanche                  |
| T85  | de 0,75 % à 1,25 % | farine bise ou semi-complète    |
| T130 | de 1,20 % à 1,50 % | farine complète                 |
| T170 | plus de 1,50 %     | farine intégrale                |

## Production
La farine est réalisée par broyage des céréales entre des meules de pierre ou des cylindres d'acier. Aujourd'hui, quand on dit que la farine a été faite « sur pierre », cela signifie généralement que le grain a été moulu par une pierre de roulement sur une roue en pierre immobile, verticalement ou horizontalement, le grain s'écoulant entre les deux. Bon nombre de petits moulins exploitent encore ce procédé, certains à manivelle et d'autres électriques. Le frottement des meules de pierre aboutit marginalement à un effritement du matériau. La sécurité de cet aspect n'a pas été vérifiée, mais les recherches sur la dentition des squelettes médiévaux indiquent que cette forme de fraisage conduit à une usure excessive des dents. Les moulins à rouleaux en acier n'ont pas ce problème. Mais, du fait de la rapidité de leur rotation, ils chauffent excessivement la farine, détruisant au passage les vitamines sensibles.[réf. nécessaire]

## Hydratation[pasclair]
- Pour une farine de type 55, on hydrate à environ 62 % d'eau c'est-à-dire 620 g d'eau par kg de farine.
- Pour une farine de type 65, on hydrate à environ 66 % d'eau, 660 g d'eau par kg de farine.
- Pour une farine de type 150, on hydrate à environ 70 % d'eau, 700 g d'eau par kg de farine.
- Pour une farine de type 175, on hydrate à environ 85 % d'eau, 850 g d'eau par kg de farine.

## Risques et qualité sanitaires

### Inflammabilité
La poussière de farine en suspension dans l'air est explosive, car c'est un mélange d'une fine poudre inflammable avec de l'air. Dans les ateliers du Moyen Âge, les bougies, les lampes et autres sources de feu étaient interdites. Certaines explosions dévastatrices se sont produites dans les moulins à farine, comme la catastrophe du Grand Moulin à Minneapolis, en 1878, qui a fait dix-huit morts.

### Contaminations et allergies
La farine peut être dégradée et prendre un goût désagréable quand elle a été partiellement consommée par certaines larves d'insectes (mite alimentaire, par exemple). Elle peut être source d'empoisonnement alimentaire, par exemple en cas de production à partir de blé moisi, dégradé par l'ergot du seigle ou par certaines bactéries. Elle peut encore être source d'intoxication grave si elle contient des traces de pesticides très toxiques, mercuriels notamment (aujourd'hui interdits, mais qui ont été source d'une épidémie d'intoxication mercurielle en Irak en 1972). Ces composants toxiques peuvent également toucher l'embryon ou le fœtus.
La poussière de farine peut aussi provoquer des allergies respiratoires et des allergies au toucher avec les mains.[réf. souhaitée]

## Galerie

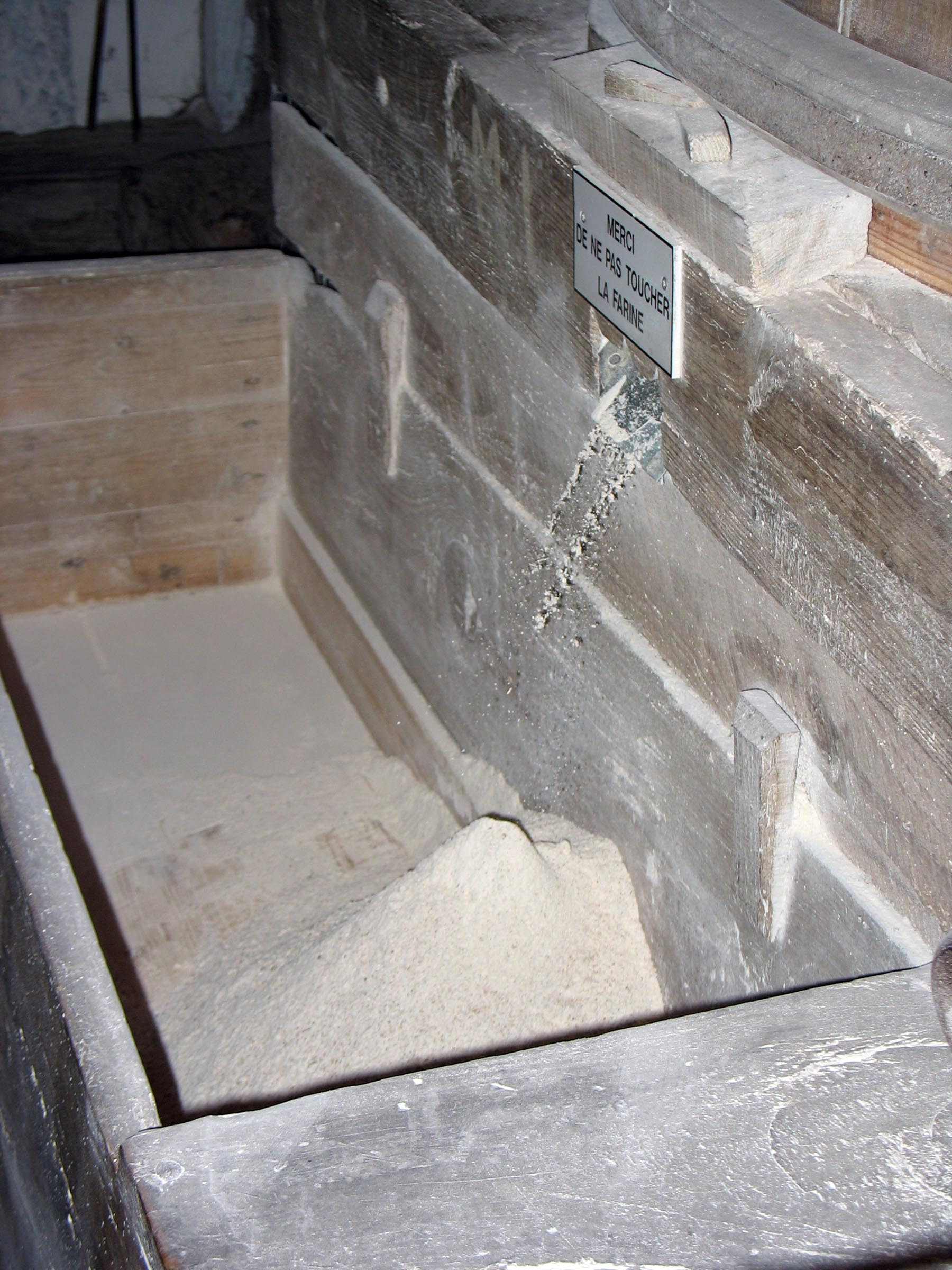
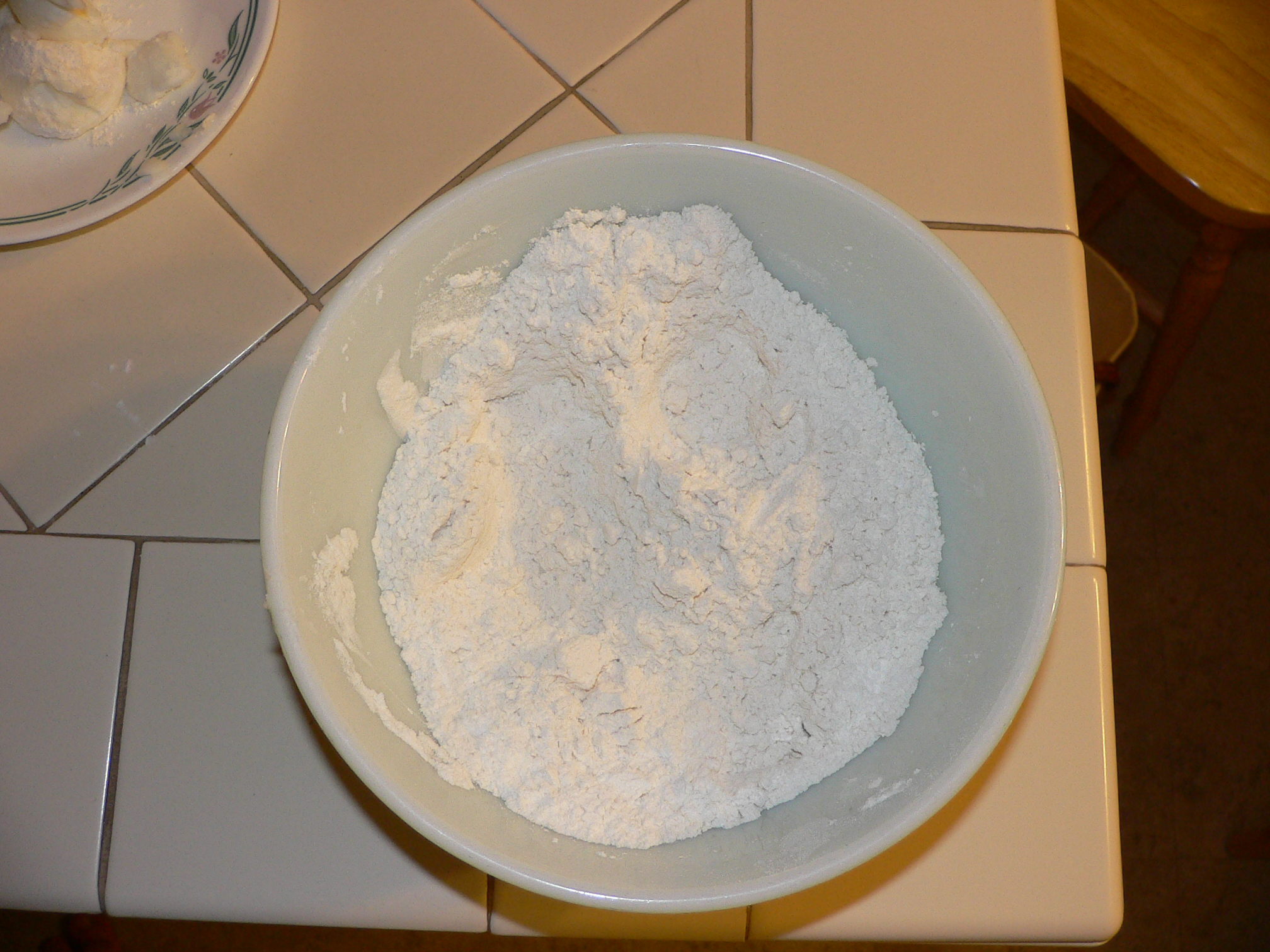
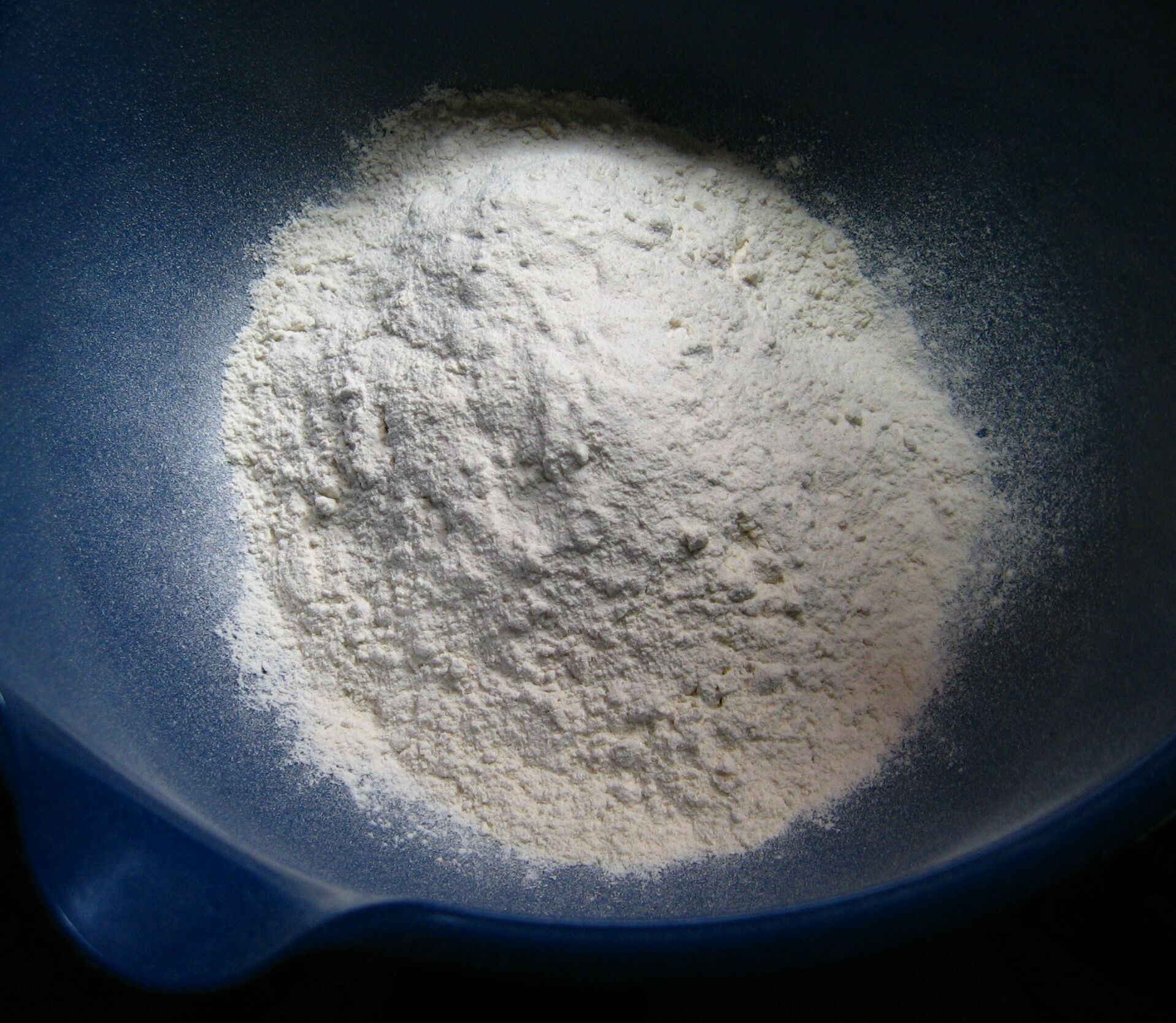
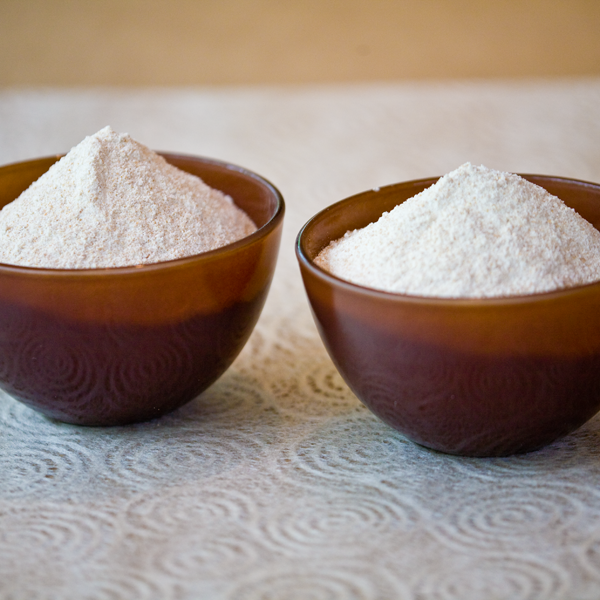